# Campeonato Mundial de Snowboard de 2019
El XIII Campeonato Mundial de Snowboard se celebró en la localidad de Park City (Estados Unidos) entre el 1 y el 10 de febrero de 2019 bajo la organización de la Federación Internacional de Esquí (FIS) y la Federación Estadounidense de Esquí. Paralelamente se realizó el XVII Campeonato Mundial de Esquí Acrobático.

## Calendario
- Hora local de Park City (UTC-7).

| Finales |

| Fecha         | Hora  | Evento                         |
| ------------- | ----- | ------------------------------ |
| 1 de febrero  | 11:00 | Campo a través M y F           |
| 2 de febrero  | —     | —                              |
| 3 de febrero  | 11:00 | Campo a través EQS             |
| 4 de febrero  | 13:00 | Eslalon gigante paralelo M y F |
| 5 de febrero  | 13:00 | Eslalon paralelo M y F         |
| 5 de febrero  | 19:00 | Big air M y F                  |
| 6 de febrero  | —     | —                              |
| 7 de febrero  | —     | —                              |
| 8 de febrero  | 11:00 | Halfpipe M y F                 |
| 9 de febrero  | —     | —                              |
| 10 de febrero | 11:00 | Slopestyle M y F               |

1. ↑  Prueba cancelada por malas condiciones meteorológicas.[2]

## Medallistas

### Masculino
| Evento                           | Oro                                | Plata                          | Bronce                                |
| -------------------------------- | ---------------------------------- | ------------------------------ | ------------------------------------- |
| Eslalon paralelo (05.02)         | Dmitri Loguinov · Rusia            | Roland Fischnaller · Italia    | Stefan Baumeister · Alemania          |
| Eslalon gigante paralelo (04.02) | Dmitri Loguinov · Rusia            | Tim Mastnak Eslovenia          | Stefan Baumeister · Alemania          |
| Campo a través (01.02)           | Mick Dierdorff Estados Unidos      | Hanno Douschan · Austria       | Emanuel Perathoner · Italia           |
| Halfpipe (08.02)                 | Scott James Australia 97,50 pts.   | Yuto Totsuka Japón 92,25 pts.  | Patrick Burgener · Suiza · 91,25 pts. |
| Big air (05.02)                  | Prueba cancelada                   | Prueba cancelada               | Prueba cancelada                      |
| Slopestyle (10.02)               | Chris Corning Estados Unidos 93,25 | Mark McMorris · Canadá · 93,00 | Judd Henkes Estados Unidos 90,50      |

### Femenino
| Evento                           | Oro                                      | Plata                            | Bronce                                  |
| -------------------------------- | ---------------------------------------- | -------------------------------- | --------------------------------------- |
| Eslalon paralelo (05.02)         | Julie Zogg · Suiza                       | Annamari Dancha · Ucrania        | Ramona Theresia Hofmeister · Alemania   |
| Eslalon gigante paralelo (04.02) | Selina Jörg · Alemania                   | Natalia Soboleva · Rusia         | Ladina Jenny · Suiza                    |
| Campo a través (01.02)           | Eva Samková · República Checa            | Charlotte Bankes Reino Unido     | Michela Moioli · Italia                 |
| Halfpipe (08.02)                 | Chloe Kim Estados Unidos 93,50 pts.      | Cai Xuetong China 84,00 pts.     | Maddie Mastro Estados Unidos 82,00 pts. |
| Big air (05.02)                  | Prueba cancelada                         | Prueba cancelada                 | Prueba cancelada                        |
| Slopestyle (10.02)               | Zoi Sadowski-Synnott Nueva Zelanda 91,75 | Silje Norendal · Noruega · 88,75 | Jamie Anderson Estados Unidos 87,25     |

### Mixto
| Evento                             | Oro                                              | Plata                                   | Bronce                                |
| ---------------------------------- | ------------------------------------------------ | --------------------------------------- | ------------------------------------- |
| Campo a través por equipos (03.02) | Mick Dierdorff Lindsey Jacobellis Estados Unidos | Omar Visintin · Michela Moioli · Italia | Paul Berg · Hanna Ihedioha · Alemania |

## Medallero
| Núm. | País            | Oro | Plata | Bronce | Total |
| ---- | --------------- | --- | ----- | ------ | ----- |
| 1    | Estados Unidos  | 4   | 0     | 3      | 7     |
| 2    | Rusia           | 2   | 1     | 0      | 3     |
| 3    | Alemania        | 1   | 0     | 4      | 5     |
| 4    | Suiza           | 1   | 0     | 2      | 3     |
| 5    | Australia       | 1   | 0     | 0      | 1     |
| 5    | Nueva Zelanda   | 1   | 0     | 0      | 1     |
| 5    | República Checa | 1   | 0     | 0      | 1     |
| 8    | Italia          | 0   | 2     | 2      | 4     |
| 9    | Austria         | 0   | 1     | 0      | 1     |
| 9    | Canadá          | 0   | 1     | 0      | 1     |
| 9    | China           | 0   | 1     | 0      | 1     |
| 9    | Eslovenia       | 0   | 1     | 0      | 1     |
| 9    | Japón           | 0   | 1     | 0      | 1     |
| 9    | Noruega         | 0   | 1     | 0      | 1     |
| 9    | Reino Unido     | 0   | 1     | 0      | 1     |
| 9    | Ucrania         | 0   | 1     | 0      | 1     |
|      | TOTAL           | 11  | 11    | 11     | 33    |